# Anzac Cemetery
Anzac Cemetery is een Britse militaire begraafplaats met gesneuvelden uit de Eerste- en Tweede Wereldoorlog, gelegen in de Franse gemeente Sailly-sur-la-Lys (Pas-de-Calais). De begraafplaats ligt langs de Rue de la Lys op 780 m ten zuidwesten van het gemeentehuis. Ze werd ontworpen door Herbert Baker en heeft een trapeziumvormig oppervlak, omgeven door een natuurstenen muur. Het Cross of Sacrifice staat direct aan de ingang en de Stone of Remembrance staat in de er recht tegenover liggende begraafplaats Sailly-sur-la-Lys Canadian Cemetery. De begraafplaats wordt onderhouden door de Commonwealth War Graves Commission.
Er rusten 325 slachtoffers waarvan 63 niet geïdentificeerd konden worden.

## Geschiedenis
Tijdens de gevechten in oktober 1914 van de Franse en Britse troepen tegen het Duitse leger aan de Leie werd de kerk van Sailly in brand geschoten. Vanaf de winter van 1914-1915 tot het Duitse lenteoffensief in het voorjaar van 1918 was de gemeente in geallieerde handen en was het er betrekkelijk rustig, maar op 9 april 1918 werd het gebied door de Duitse troepen veroverd en bleef tot begin september 1918 door hen bezet. 
De begraafplaats werd door Australische eenheden in juli 1916, vlak voor de aanval op Fromelles, gestart. Ze bleef in gebruik tot april 1918 als een frontlijn begraafplaats maar werd daarna ook door de Duitse troepen gebruikt voor het begraven van Commonwealth soldaten.
Er liggen 201 Britten (waaronder 52 niet geïdentificeerde), 111 Australiërs (waaronder 10 niet geïdentificeerde) en 8 Nieuw-Zeelanders uit de Eerste Wereldoorlog begraven. Voor 7 Britten en 1 Australiër werden Special Memorials opgericht omdat hun graven niet meer gelokaliseerd konden worden en men aanneemt dat ze zich onder de naamloze grafzerken bevinden. Drie andere Britten kregen eveneens een Special Memorial omdat zij oorspronkelijk op het Kerkhof van Sailly-sur-la-Lys begraven waren maar later niet meer teruggevonden werden.
Er liggen ook 5 Britten (waaronder 1 niet geïdentificeerde) uit de Tweede Wereldoorlog begraven.

## Graven
Onder een grafsteen liggen 22 niet geïdentificeerde militairen begraven. Dit is ongebruikelijk bij de CWGC.

### Onderscheiden militairen
- Robert George Broadwood, luitenant-generaal bij de General Staff werd onderscheiden met de The most Honourable Order of the Bath (CB) en de Order of Osmanieh
- A.E. Ebsworth, luitenant-kolonel bij het South Lancashire Regiment werd onderscheiden met het Military Cross (MC).
- de korporaal R. Morgan en de soldaten A. Davis en R. Turnbull ontvingen de Military Medal (MM).

### Minderjarige militairen
- soldaat James Young van de Australian Infantry, A.I.F. was 16 jaar oud toen hij op 1 oktober 1916 sneuvelde.
- soldaat John William Purcell van de Australian Infantry, A.I.F. was 17 jaar oud toen hij op 19 juli 1916 sneuvelde.